# Edoardo Pantano
Pour les articles homonymes, voir Pantano.
Edoardo Pantano (Assoro, 14 février 1842 - Rome, 15 mai 1932) est un homme politique, patriote et écrivain italien.

## Biographie
Étudiant à l'université de Palerme, il milite au sein du parti d'action dans la ligne républicaine de Giovanni Corrao. En janvier 1863, il crée l'Association démocratique italienne de Palerme avec Saverio Friscia, Giuseppe Badia, Giovanni Pantaleo, Francesco Bonafede et le prince de San Vincenzo, qui prône l'achèvement de l'unité italienne et est immédiatement dissoute par le commissaire royal. Cependant, il s'éloigne de Badia qui conspire avec les forces réactionnaires contre le gouvernement et organise des manifestations étudiantes contre le risque de résurgence du bourbonisme.
Edoardo Pantano suit Giuseppe Garibaldi dans l'expédition de l'Aspromonte de 1862, toujours fidèle à la chemise rouge ; en 1866, il sert comme médecin lieutenant dans le corps des carabiniers génois et participe à d'autres tentatives insurrectionnelles.
À Lugano, il fait partie des organisateurs de l'Alleanza Repubblicana, un parti fondé par Giuseppe Mazzini en 1869.
Franc-maçon, vers 1880 il est membre de la loge "Uguaglianza" à Rome..
Au Congrès du Pacte de fraternité (Patto di fratellanza) qui se tient à Gênes en 1882, il débat avec le garibaldien de Forlì, Antonio Fratti, d'inspiration saffienne, sur la participation des républicains aux compétitions électorales : Pantano est favorable, tandis que Fratti, intransigeant, se déclare clairement opposé.
Député de gauche, en 1899, il est parmi les plus résolus à appliquer la tactique de l'obstructionnisme pour empêcher l'approbation des lois libertaires de Luigi Pelloux.
Outre Mazzini, il entretenait des relations assidues avec Aurelio Saffi, principal héritier politique de Mazzini et âme du mazzinianisme municipaliste, Maurizio Quadrio, Giovanni Bovio et Mario Rapisardi.
Il est ministre de l'agriculture, de l'industrie et du commerce sous le premier gouvernement Sonnino en 1906 sans pouvoir appliquer son projet de loi de réaménagement et de transformations agricoles avant sa démission, ministre des travaux publics sous le gouvernement Nitti I en 1919-1920. En 1921, il est nommé sénateur. Il est rédacteur en chef de Il Secolo di Milano et rassemble ses souvenirs dans un livre, Memorie.
" (Giarre) À Edoardo Pantano qui, avec l'esprit d'un homme d'État et un cœur garibaldien, a dissipé les marchandages iniques d'une politique d'entremetteurs, électeurs, admirateurs et amis offrent ce témoignage de gratitude, non sans jurer que l'âme du peuple, très consciente de ses droits, éduquée de plus en plus au devoir et au sacrifice, coopérera unanimement avec ses tribuns à la prospérité de l'Italie, à la liberté du travail, à la conquête des idéaux suprêmes.
(Epigraphe de Mario Rapisardi)

### Services de guerre

#### Période
- 1862 expédition à l'Aspromonte
- Campagne de 1867 dans la campagne romaine pour la libération de Rome
- 1866 : troisième guerre d'indépendance
- 1915-1918 Première Guerre mondiale

#### Arme
- Croix-Rouge italienne

#### Grade
- Colonel (Colonnello)

### Fonctions et titres
- Président de l'Institut international d'agriculture

### Commissions sénatoriales
- Membre de la Commission chargée d'examiner le projet de loi relatif à la réorganisation de l'Opera Nazionale dei Combattenti (3 avril 1922)

## Sources
- (it) Cet article est partiellement ou en totalité issu de l’article de Wikipédia en italien intitulé « Edoardo Pantano » (voir la liste des auteurs).